# Gây mê hồi sức
Gây mê hồi sức hay đơn giản là gây mê, là chuyên khoa y tế liên quan đến việc chăm sóc tình trạng sức khỏe của bệnh nhân trước, trong và sau khi phẫu thuật . Khoa gây mê thực hiện gây mê, điều trị tích cực, cấp cứu tối cấp và giảm đau. Người làm việc chuyên khoa gây mê hồi sức được gọi là bác sĩ gây mê hồi sức, kỹ thuật viên gây mê hồi sức hay điều dưỡng gây mê hồi sức (tùy vào từng hệ thống y tế của mỗi quốc gia) .
Yếu tố cốt lõi của chuyên khoa là ngăn ngừa và giảm thiểu đau đớn và sự khó chịu của bệnh nhân bằng cách sử dụng các chất gây mê khác nhau, cũng như theo dõi và duy trì các chỉ số về chức năng sống của bệnh nhân trong suốt ca phẫu thuật. Kể từ thế kỷ 19, gây mê đã phát triển từ một lĩnh vực thử nghiệm, những người hành nghề đều là những người không thuộc chuyên khoa này và họ phải sử dụng các loại thuốc và kỹ thuật mới, chưa được thử nghiệm. Ngày nay, đây là lĩnh vực y học đề cao tính an toàn, tinh vi và hiệu quả. Ở một số quốc gia, các bác sĩ gây mê còn là bác sĩ có vai trò lớn nhất trong bệnh viện. Vai trò của họ có thể vượt xa vai trò truyền thống là chăm sóc gây mê trong phòng mổ: họ còn thực hiện các ca cấp cứu tiền viện (tức là cấp cứu cho bệnh nhân trước khi được vận chuyển đến bệnh viện), điều hành đơn vị hồi sức tích cực, vận chuyển bệnh nhân nguy kịch giữa các cơ sở (ví dụ: chuyển tuyến), quản lý nhà an dưỡng cuối đời, quản lý đơn vị chăm sóc giảm nhẹ, và các chương trình phục hồi chức năng trước phẫu thuật (prehabilitation) để tối ưu hóa tình trạng sức khỏe của bệnh nhân trước khi thực hiện ca phẫu thuật.